# Hisonotus armatus
Hisonotus armatus es una especie de peces de la familia Loricariidae en el orden de los Siluriformes.

## Morfología
Los machos pueden llegar alcanzar los 4,6 cm de longitud total.

## Distribución geográfica
Se encuentran en Sudamérica: Laguna dos Patos (Brasil ).